# Eupithecia larutensis
Eupithecia larutensis là một loài bướm đêm trong họ Geometridae.